# 关中城市群

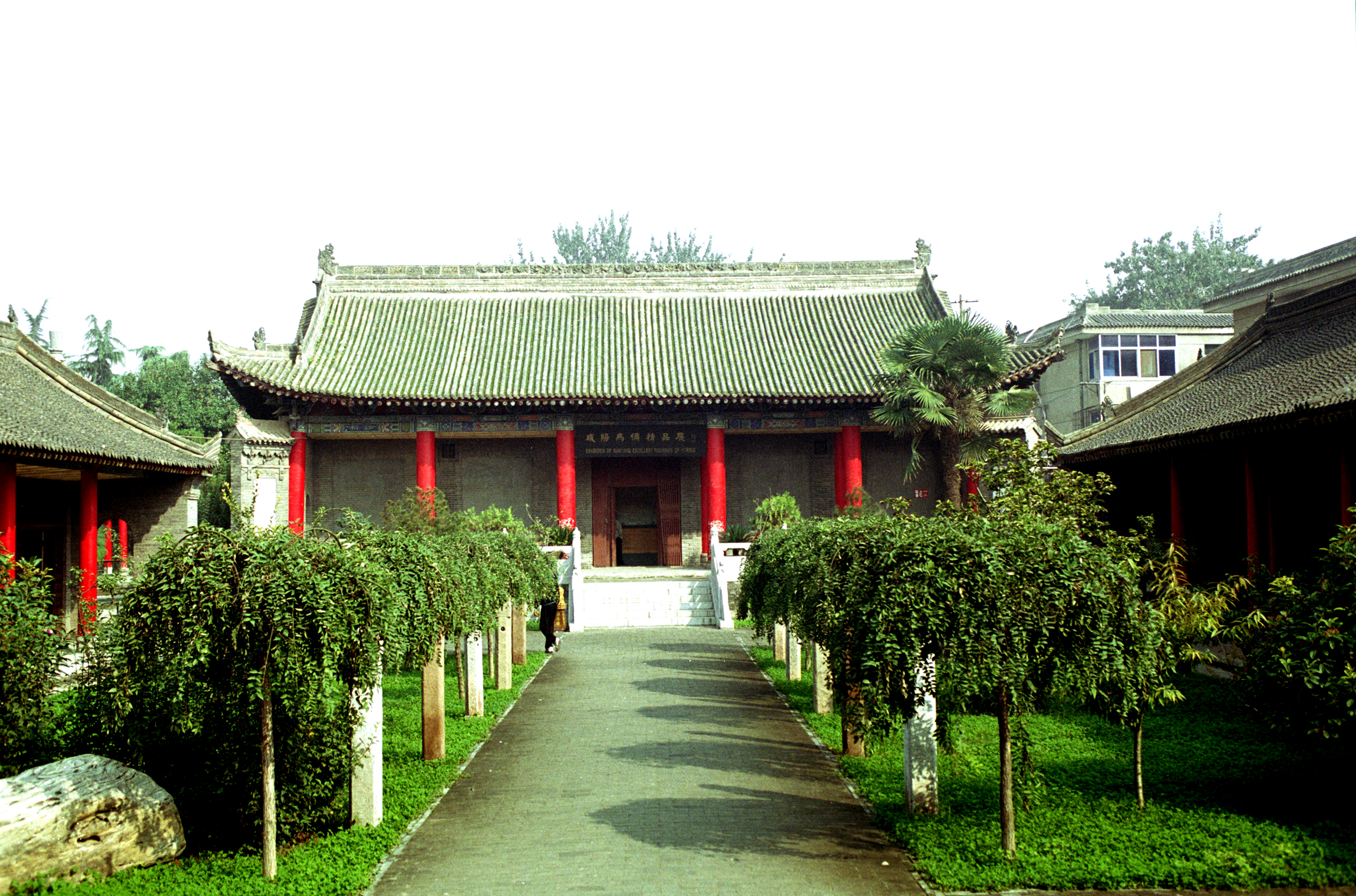
咸阳市

关中城市群由分布在陕西关中地区的西安、宝鸡、咸阳、渭南、铜川等城市，以及杨凌农业示范区构成；是陕西政治、经济和文化的核心区。它同时也是中国“十一五”期间重点建设的“十大城市群”之一。现基本是指关中平原城市群。

## 发展规划
- 根据2008年9月陕西省建设厅公布的《关中城市群建设规划》，计划在关中地区将建设西安都市圈，宝鸡特大城市和铜川、渭南两个大城市的城市新格局，以及“彬长旬”、“渭南—韩城”、“咸阳—铜川”三个城镇带。规划到2020年，总人口约在2530万人左右，城镇人口达到1565万人，城市化水平达到62%。[2]

- 根据2008年8月公布的《关中城市群城际铁路网规划》，计划以西安为中心，将连接关中地区各大城市和主要历史文物景点，总长1204公里的城际铁路网。铁路网规划范围包括宝鸡以东、华阴以西、铜川以南、秦岭以北五个市和杨凌示范区，涉及54个县区。规划将分三个阶段，预计到2030年全面建成。 [3]